# Portalampada

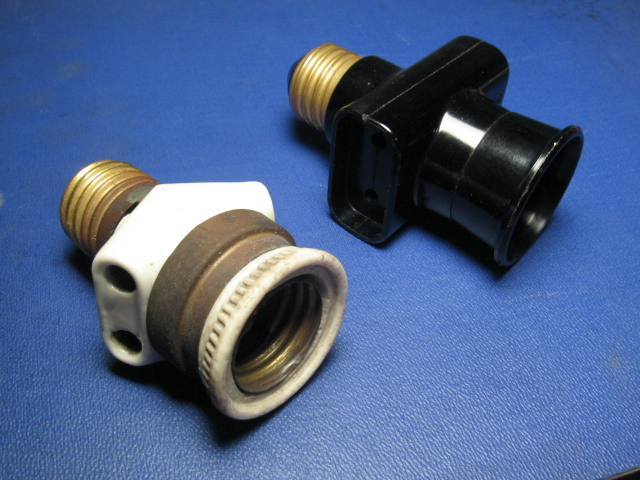
Vecchi "rubaluce", un tempo usati nelle abitazioni per alimentare piccoli elettrodomestici prelevando l'alimentazione da un portalampada, quando non era disponibile una presa. La loro vendita è vietata da tempo, essendo oggetti potenzialmente pericolosi e non conformi alle norme CEI vigenti

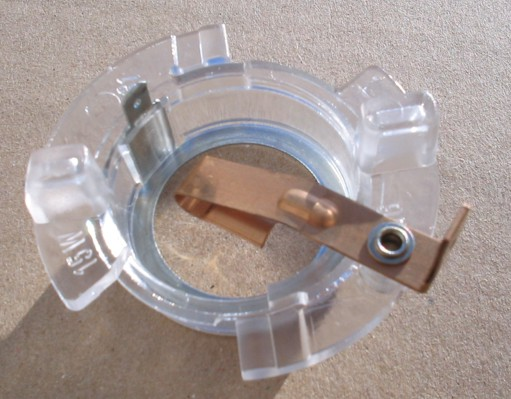
Portalampade di un ciclomotore

Il portalampada è un dispositivo di connessione utilizzato per l'alimentazione elettrica ed il sostegno meccanico di una lampada, creato da Lorenzo Ceccaroni (1887-1946), ai tempi giovane ingegnere laureato presso l'Università di Bologna nel 1910. Questi si suddividono in numerose tipologie, i parametri principali sono:
-Tipo di attacco (identificato da apposita sigla);
-Tensione nominale;
-Corrente nominale;
-Temperatura di esercizio.
Un portalampada può essere un componente standardizzato, utilizzato da molteplici produttori per la realizzazione di apparecchi di illuminazione, o costituire parte integrante di un elemento realizzato su misura per una certa applicazione (ad esempio un fanale per auto). La temperatura di esercizio è un parametro particolarmente importante per garantire l'integrità e la resistenza all'invecchiamento del componente, in presenza di elevate temperature vengono impiegati materiali ceramici.
I contatti di alimentazione devono assicurare adeguata resistenza alla corrosione, fenomeno accelerato dalle alte temperature; inoltre devono essere progettati per tener conto degli effetti della dilatazione termica.
Alcune tipologie di lampade a scarica richiedono, per l'accensione, impulsi a tensione elevata generati da apposito dispositivo (in genere un accenditore); il portalampada utilizzato deve garantire l'isolamento per il massimo valore della tensione impulsiva.

## Uso
L'uso del portalampade è molto ampio e variegato:
- Apparecchi di illuminazione
- Proiettori
- Torce
- Segnalatori luminosi

## Descrizione
Il portalampade può essere di diverso tipo e si può differenziare per:
- Aggancio della lampada, questo deve essere compatibile con quello della lampada, sia per il tipo che per la misura
- Aggancio al corpo, per potersi fissare all'elemento che lo deve ospitare, si può avere diverse soluzioni
  - Incollaggio, si utilizza una colla o silicone che permetta una certa resistenza meccanica
  - Avvitato, il portalampade può essere munito di filettatura esterna per l'utilizzo o meno della ghiera (che fissa la lampada al corpo) oppure di sedi per le viti
  - A scatto il portalampade può essere munito di un profilo che grazie a una piccola rotazione si hanno delle alette dello stesso che vanno a incastrarsi sull'utilizzatore
  - Agganciato, si utilizzano dei elementi che vanno a tenere il portalampade
- Corpo del portalampade il corpo del portalampade può essere semplice oppure fare parte integrante dell'estetica dell'oggetto a cui va applicato